# Pere Mialet i Rabadà
Pere Mialet i Rabadà (Valls, 1900 - Barcelona, juliol de 1968) fou periodista i literat. Destacà en la premsa catalana i en el teatre amateur de la postguerra, a més de conrear narrativa breu inspirada en vivències personals.
En la seva activitat com a periodista va utilitzar una gran quantitat de pseudònims, sense els quals és impossible detectar la seva obra en les capçaleres en les que va col·laborar. Sense comptar les inicials que coincideixen amb el seu nom o amb algun dels seus pseudònims més coneguts (P.M, P.M.R., M., M.R., J.V.), va utilitzar un total de setze pseudònims: Baldrich, Cap i Cua, Cardina, Furor, Isidro Rabadà, Jordi Valls, Jordi Xufla, Macey, P. Tamiel, Petroni, 6Quet, X. de V., Huc Finn, Mezza Voce, Just Cabal i Herodes/Joshua Colhibri.

## Obra publicada
- 1925: Cara i creu. La Novel·la d'Ara, Barcelona. (contes)
- 1926: La germana. E. Castells, Valls. (novel·la)
- 1929: Pere Mialet presenta... Llibreria Verdaguer, Barcelona. (contes)
- 1951: Error de perspectiva. Biblioteca Llanas, 20. Casa Patuel, Barcelona. (teatre)
- 1953: Canvi de ruta. Biblioteca Llanas, 23. Casa Patuel, Barcelona. (teatre)
- 1957: Melodia discordant. Biblioteca Llanas, 30. Casa Patuel, Barcelona. (teatre)
- 1970: Jaume Mercadé, pintor i orfebre. Institut d'Estudis Vallencs, Valls.
- 2000: El fill dels altres. Cossetània, Valls (contes)
- 2000: El canòdrom. Cossetània, Valls.
- 2000: Teatre I: L'últim tren, La mentida,, la terra ens crida, Error de perspectiva. Cossetània, Valls.
- 2000: Teatre II: El cavall de set colors, El puntal, Melodia discordant. Cossetània, Valls.
- 2000: Teatre III: La carrossa de la cuinera, El cucut, El roure. Cossetània, Valls.